# ورود غیرقانونی (فیلم)
ورود غیرقانونی (انگلیسی: Illegal Entry) فیلمی در ژانر نوآر است که در سال ۱۹۴۹ منتشر شد. از بازیگران آن می‌توان به هاوارد داف اشاره کرد.

## خلاصه داستان
یک مأمور مخفی (هاوارد داف) به جنگ با عملیات قاچاق در مرز مکزیک می‌رود.